# 尼日殖民地
尼日殖民地 (法語：Colonie du Niger) 是法國的殖民地，涵蓋現代西非國家尼日的大部分領土，以及馬利、布吉納法索和查德的部分地區。從 1900 年到 1960 年，它以各種形式存在，但僅在 1922 年到 1960 年期間才被稱為尼日殖民地。